# Junkerhohlweg-Kaserne
Die Junkerhohlweg-Kaserne ist eine ehemalige Kaserne im Flensburger Stadtbezirk Duburg. Sie ist eines der Kulturdenkmale des Stadtteils Neustadt.

## Geschichte
Die Kaserne wurde 1893–1897 als sogenannte „städtische Kaserne“ errichtet. Die Kaserne erhielt die Adresse Junkerhohlweg 17. Der heute namensgebende Straßenname der Kaserne, der seit 1823 erstmals bezeugt ist, bezieht sich möglicherweise auf einen Junker, der im Mittelalter dort beim Hohlweg, der zum Duburgareal führt, wohnte. (vgl. Eddeboe auf dem Junkerplatz, Hof Flenstoft sowie Duburg). Architekt des dreigeschossigen Gelbziegelbaus im Stil des Historismus war der Stadtbaurat Otto Fielitz, der auch für die Bauplanungen des benachbarten Stiftsgebäudes, dem Anna-Thomsen-Stift sowie auch vermutlich dem Nackestift, verantwortlich war. Die Kaserne diente als Erweiterungsstandort des Füsilierregiments „Königin“ Nr. 86, das auch in der benachbarten Duburg-Kaserne stationiert war.
Des Weiteren wurde für die Junkerhohlweg-Kaserne ein Kammergebäude gebaut, das Lagerzwecken diente. Das besagte Zeughaus in der Harrisleer Straße 9 a–b wurde als Solitär errichtet, fand daher seinen Platz nordwestlich der Kaserne, frei stehend im Gelände (Lage).
Der 1908 neu entstandene Flensburger Fußballverein F.F.C spielte in seiner Anfangszeit zeitweise auf dem Kasernenhof an der Junkerhohlweg-Kaserne. 1935 entstand die benachbarte Panzerkaserne. Nach dem Zweiten Weltkrieg diente die Junkerhohlweg-Kaserne bis Mitte der 1950er Jahre als Flüchtlingslager für ungefähr 181 Personen. In der darauffolgenden Zeit des Kalten Krieges wurde sie von der Bundeswehr genutzt. Ungefähr 1994 wurde die Kaserne aufgegeben.
1996/97 wurde die Kaserne für Wohnzwecke umgebaut. Die benachbarte Duburg-Kaserne wurde zuvor 1989/1990 abgebrochen. Damit wurde die Junkerhohlweg-Kaserne zum letzten unverfälscht erhaltenen Kasernenbau der Stadt, der an die preußische Zeit im 19. Jahrhundert erinnert. Beim Stützpunkt Flensburg-Mürwik stehen des Weiteren aus preußischer Zeit noch die 1901/1902 entstandenen Tirpitz- und Maaß-Kasernen, die sich aber baulich stark verändert haben. Seit 2006 befindet sich die zur Wohnanlage umgebaute Junkerhohlweg-Kaserne im Besitz der Hanse-Agrar GmbH.

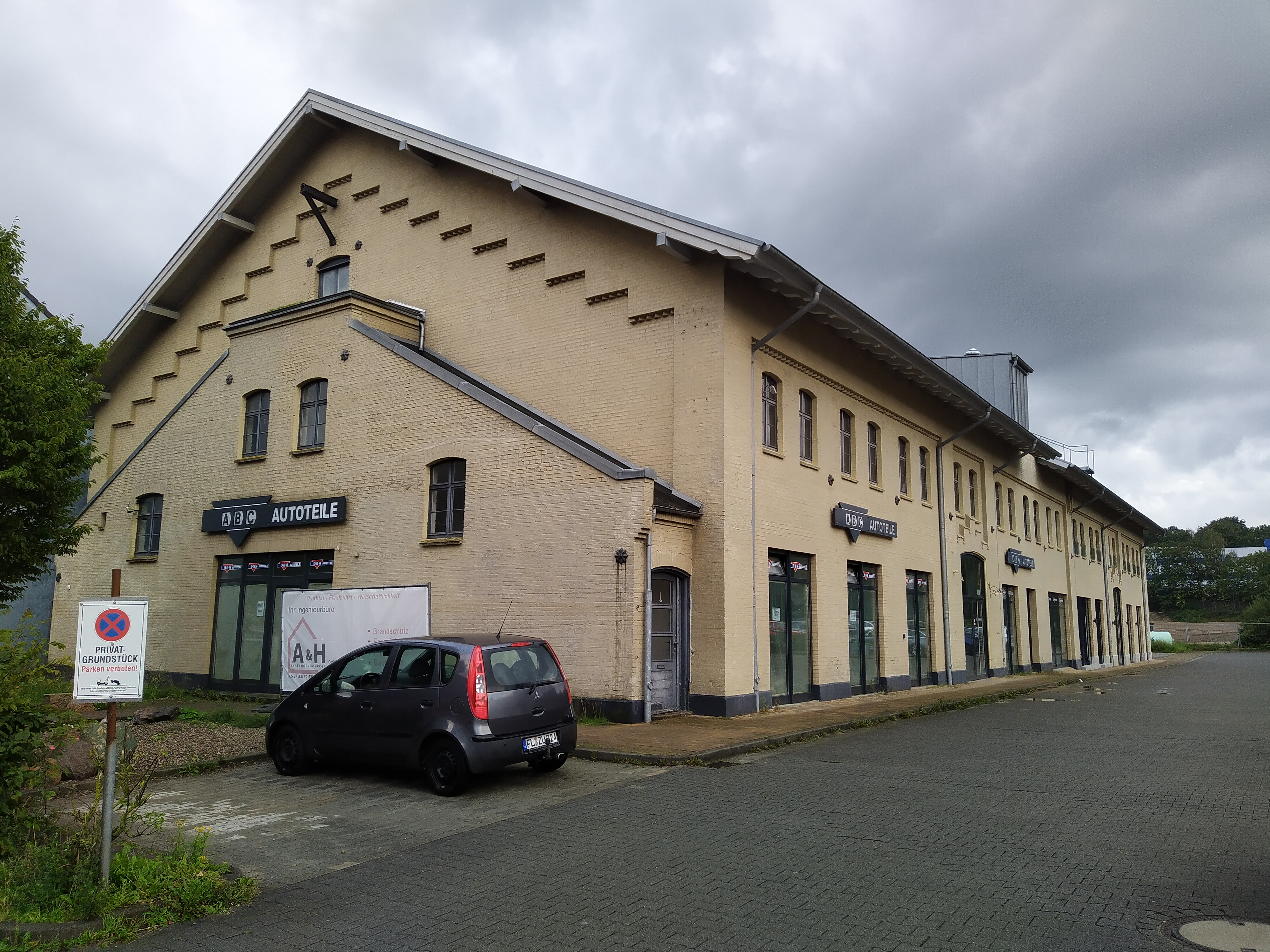
Restauriertes Kammergebäude (Zeughaus) in der Harrisleer Straße

2006 bis 2009 wurde zudem auch das erhaltene, denkmalgeschützte Kammergebäude (Zeughaus) der Junkerhohlwegkaserne restauriert. Das Gebäude wird heute als Wohn- und Geschäftshaus genutzt.
Nach Aufgabe der benachbarten Panzerkaserne der Bundeswehr im Jahr 2015, wurde anschließend im Umfeld der beiden Kasernen ein Neubau- und Sanierungsgebiet geplant. Derzeit (August 2023) laufen dort Bauarbeiten.